# Conus spiceri
Espèce
Conus spiceri est une espèce de mollusques gastéropodes marins de la famille des Conidae.
Comme toutes les espèces du genre Conus, ces escargots sont prédateurs et venimeux. Ils sont capables de « piquer » les humains et doivent donc être manipulés avec précaution, voire pas du tout.

## Description
La taille de la coquille varie entre 45 mm et 152 mm.

## Distribution
Cette espèce marine est présente dans l'océan Pacifique au large de Hawaï et de Midway.

## Taxonomie

### Publication originale
L'espèce Conus spiceri a été décrite pour la première fois en 1943 par les malacologistes américains Paul Bartsch et Harald Alfred Rehder (d) dans « Proceedings of the Biological Society of Washington »,.

### Synonymes
- Conus (Virgiconus) spiceri Bartsch & Rehder, 1943 · appellation alternative
- Conus coelinae spiceri Bartsch & Rehder, 1943 · non accepté
- Virgiconus spiceri (Bartsch & Rehder, 1943) · non accepté